# Glödgning
Glödgning är en värmebehandlingsprocess som används på material, oftast metaller och järnlegeringar, för att påverka dess hårdhet och duktilitet. Metallen värms upp till en förutbestämd temperatur för att därigenom erhålla specifika materialegenskaper.

## Glödgning
Glödgning är en typ av värmebehandling som används för att förändra materialets struktur. Det finns ett antal olika typer av glödgning som används beroende på vilka egenskaper man vill att materialet ska få.
- Avspänningsglödgning: Efter bearbetning kan det uppstå ytspänningar i metalldetaljerna. Ytspänningarna gör detaljerna sprickkänsliga. En uppvärmning till 550–650 °C[2] beroende på material gör att spänningarna minskar. Avspänningsglödgning kallas den typ av glödgning då man med hjälp av värmen tar bort eventuella spänningar i metallen som kan ha uppkommit vid olika bearbetningar. Då har man lägre värme 500–600 °C tills man nått det önskade resultatet eller tills avspänningen avstannat. Observera att avkylning efter avspänningsglödgning ska ske långsamt.

- Mjukglödgning: Även kallat sfärodiseringsglödgning: Stålet värms i detta fall upp till en temperatur som är högre än vid avspänningsglödgning. Här påverkas stålets struktur och man erhåller sfärisk atomstruktur i stället för lamellär struktur. Denna behandling ger ett mjukare men segare stål, vilket innebär att materialet inte blir lika sprött och klarar kyla och slag bättre. Mjukglödgning kallas den glödgning som gör att järnkarbiden i ohärdat stål dras ihop till "kulor" vilket ger ett mycket mjukt stål. Om stålet har en kolhalt under 0,9 % mjukglödgar man materialet mellan 700 och 723 °C. Om stålet har en kolhalt över 0,9 % mjukglödgar man materialet mellan 740 och 760 °C. Avkylningen av stålet efter mjukglödgningen skall ske mycket långsamt.

- Rekristallisationsglödgning: Kan endast tillämpas på kraftigt deformerade detaljer. Till exempel efter en kallvalsning då hela detaljen komprimeras. Vid deformationen komprimeras stålets kristaller ihop och förändras. Uppvärmning gör dock att ny kärnbildning startar och nya kristaller bildas, vilket ger ett mer hållfast stål.

- Normalisering: är en termisk värmebehandlingsmetod,[3] där metall kyls i luft efter uppvärmning för att minska spänningar. Normalisering utförs för att göra ett grovkornigt material finkornigare och därmed mer hållfasta. Efter till exempel svetsning eller smide vid hög temperatur kan en detalj hettats upp så mycket att korntillväxt har uppträtt i stålet. Stora korn minskar både hållfastheten (sträckgränsen) samt duktiliteten och är oönskat. Normalisering kallas den typ av glödgning som används för att återställa metallens finkorniga struktur. Normaliseringen sker vid 30–70 grader över omvandlingslinjen (temperaturen då materialet övergår till austenit) för att sedan avkylas i luft.